# Fonts baptismaux de Gentinnes
Les fonts baptismaux de Gentinnes sont situés en l'église Sainte-Gertrude de Gentinnes, section de la commune belge de Chastre en Brabant wallon.
Ils constituent un des plus beaux exemples de fonts baptismaux romans de Belgique, aux côtés des fonts de Saint-Barthélemy à Liège, Saint-Séverin-en-Condroz, de Gerpinnes, de Beauvechain, de Furnaux et de Zedelgem.

## Localisation
Ils sont situés dans le collatéral droit de l'église Sainte-Gertrude de Gentinnes.
Si les fonts sont romans, ce n'est pas le cas de l'église qui les abrite : il s'agit d'une église de style néo-classique construite en 1863 par Émile Coulon à qui on doit également l'église Saint-Barthélemy de Bousval.

## Historique
Les fonts baptismaux de Gentinnes datent de la première moitié du XIIe siècle,,.
Ils ne font l'objet d'aucun classement au titre des monuments historiques.

## Description
La cuve carrée en calcaire de Meuse,, est recouverte d'un couvercle métallique surmonté d'un crucifix.
Elle est portée par un pilier cylindrique d'époque plus tardive.
Chacune des faces de la cuve baptismale est ornée d'une tête fantastique d'où jaillissent des motifs végétaux et floraux.

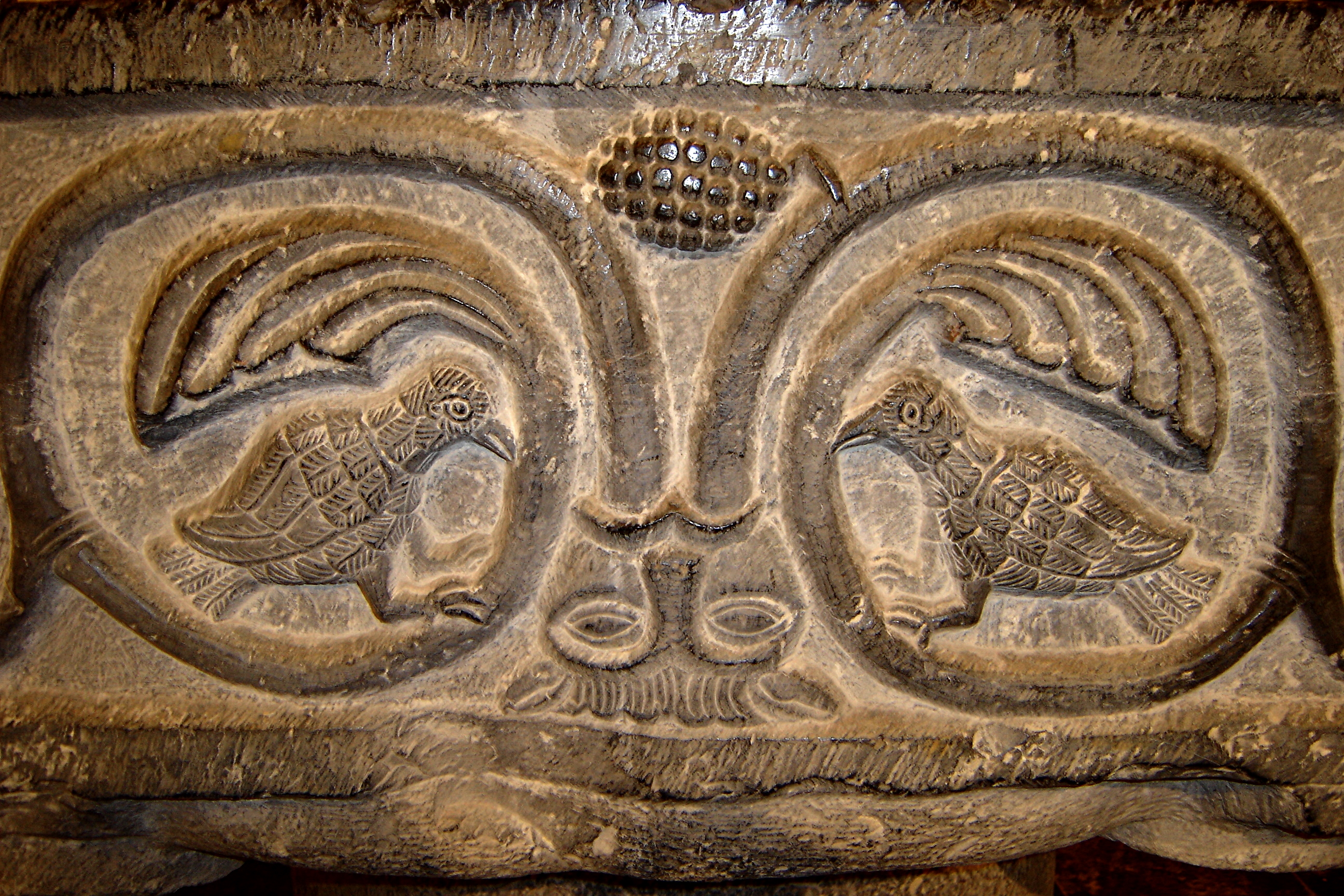

Sur l'une des faces, un personnage armé d'une serpe taille la vigne tandis que le personnage qui lui fait face travaille le sol.
Sur une autre face, un personnage récolte le raisin.
Les angles de la face supérieure de la cuve sont ornés des symboles des quatre évangélistes : l'homme (Matthieu), l'aigle (Jean), le bœuf (Luc) et le lion (Marc).

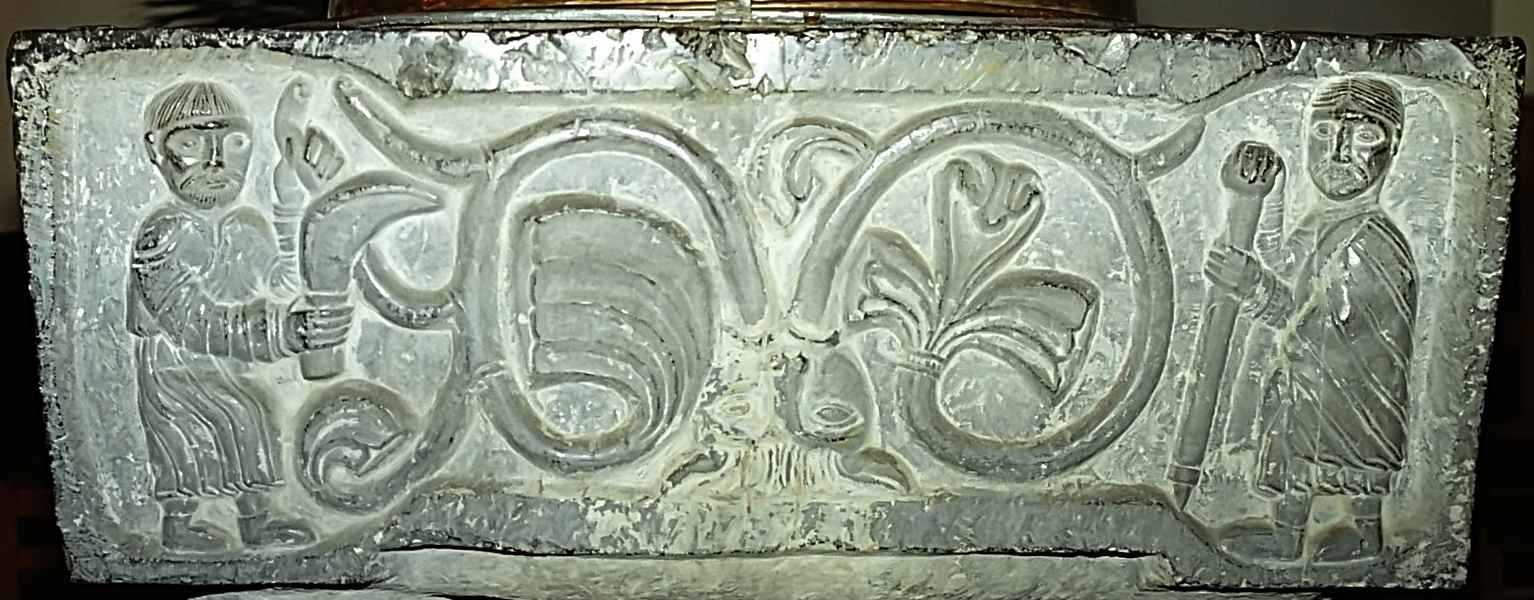
Le travail de la vigne